# Chi Giềng giềng
Butea

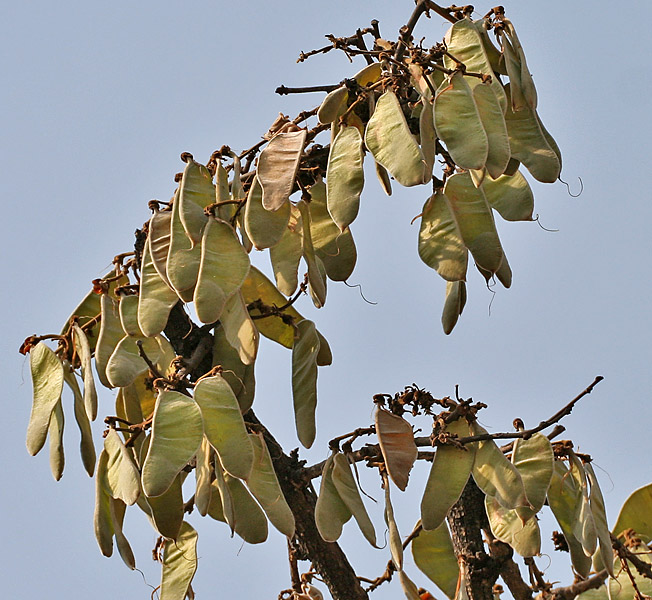
Quả giềng giềng Butea monosperma.

Chi Giềng giềng hay chi gièng gièng (danh pháp: Butea) là một chi thực vật có hoa thuộc họ Đậu. Chi này gồm hai loài:
- Butea monosperma, bản địa của Ấn Độ và Đông Nam Á.
- Butea superba

## Hình ảnh

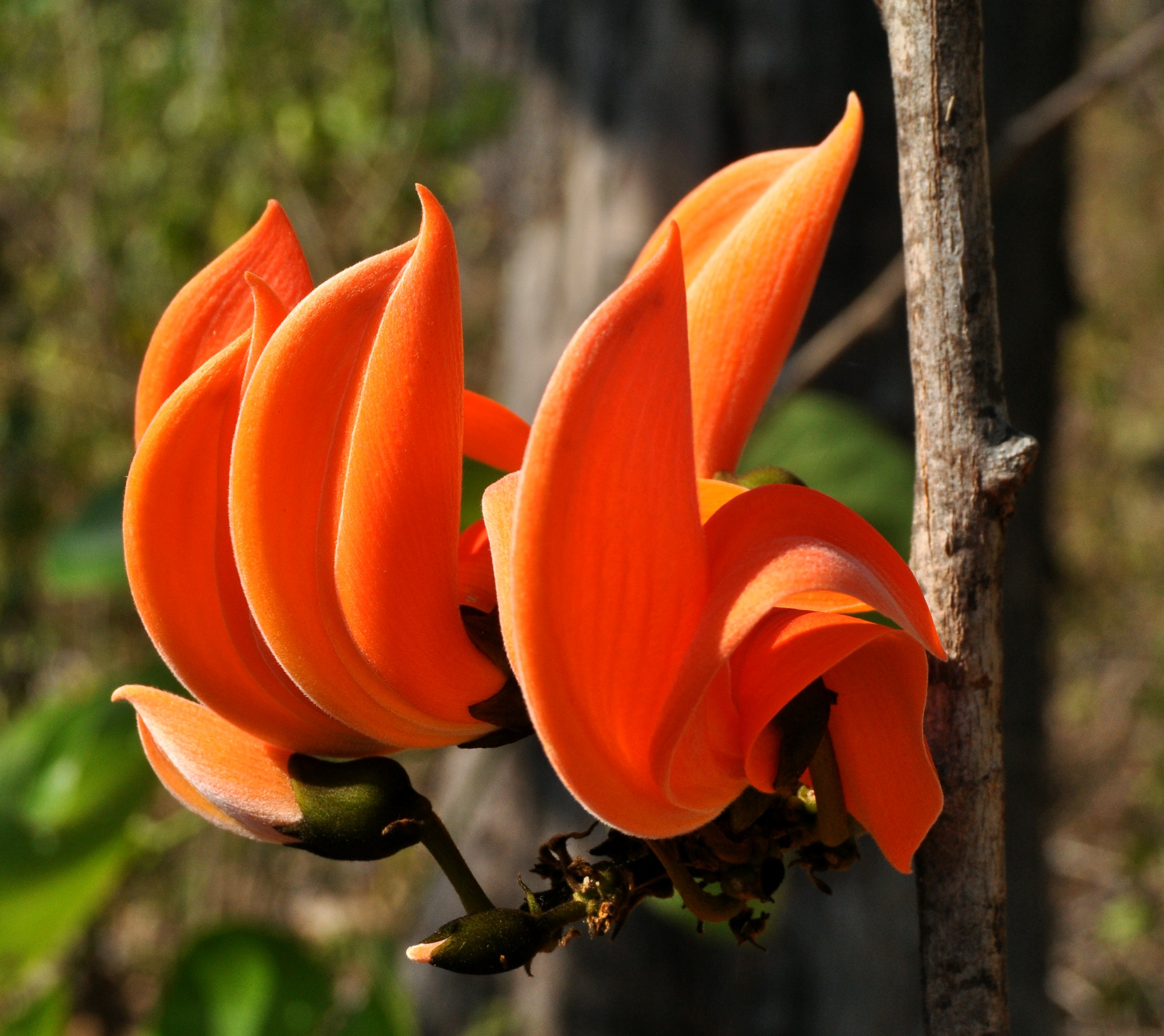
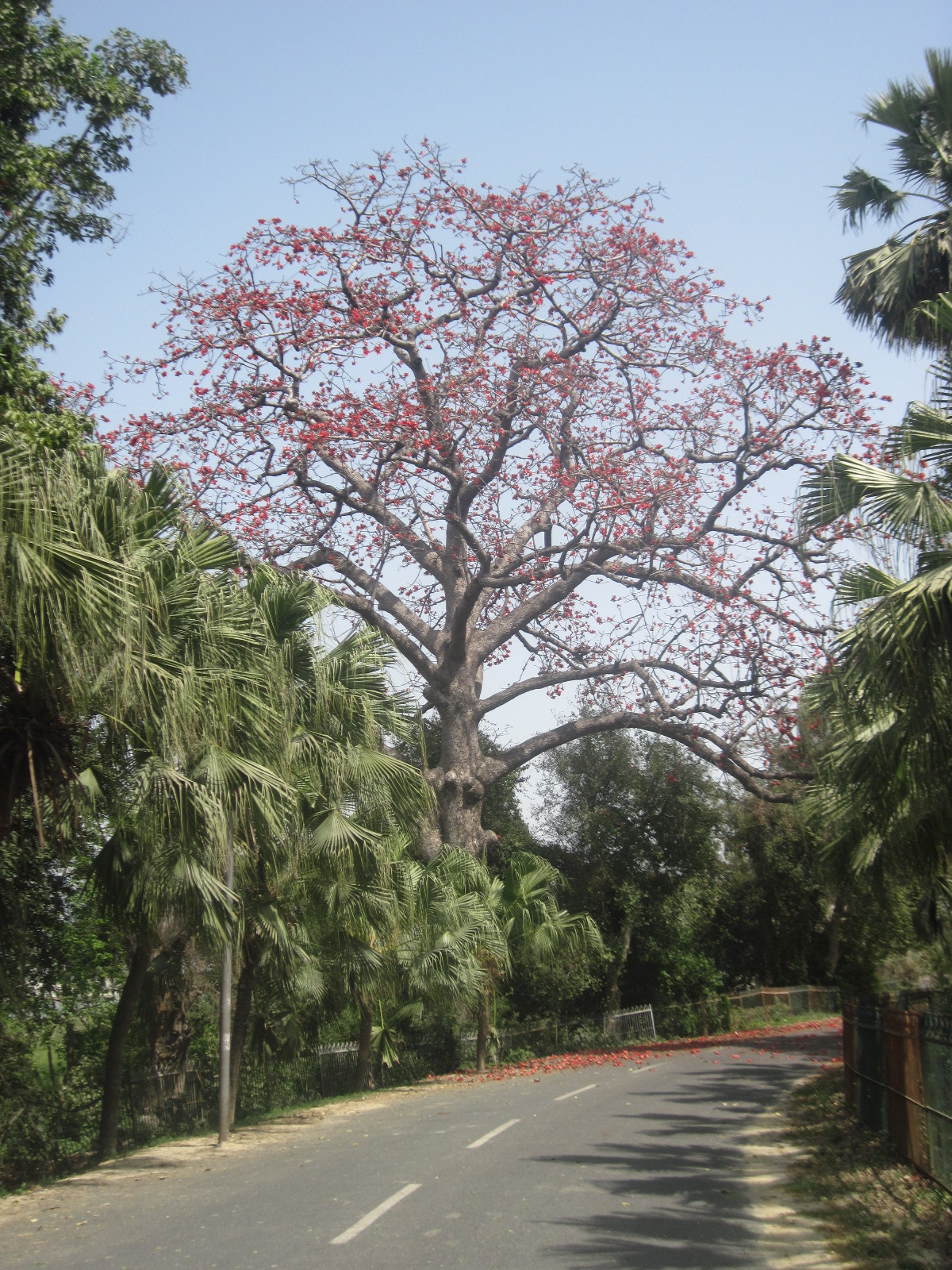
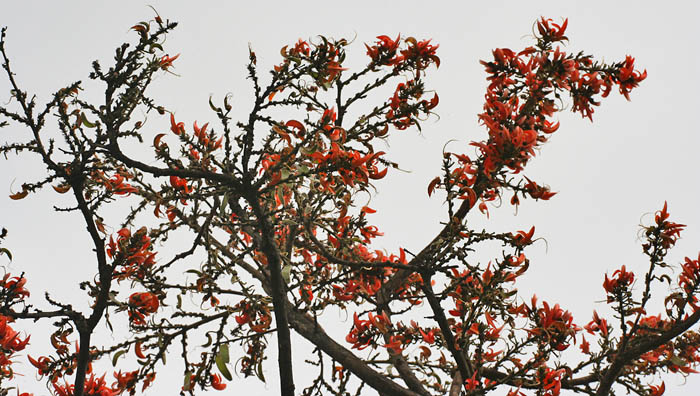